# Condado de Coles
O Condado de Coles é um dos 102 condados do Estado americano de Illinois. A sede do condado é Charleston, e sua maior cidade é Charleston. O condado possui uma área de 1 321 km² (dos quais 5 km² estão cobertos por água), uma população de 53 196 habitantes, e uma densidade populacional de 40 hab/km² (segundo o censo nacional de 2000). O condado foi fundado em 1830.